# Hervé Hasquin
Hervé Hasquin (Charleroi, 31 dicembre 1942) è uno storico, saggista e politico belga.
Dottore in Lettere e filosofia, è stato rettore dell'Université libre de Bruxelles, presso la quale creò la prima cattedra in massonologia, cattedra Théodore Verhaegen.
A Hervé Hasquin sono stati attribuiti una ventina di riconoscimenti scientifici e onorificenze, tra cui Grand'Ufficiale dell'Ordine di Leopoldo, Cavaliere della Legion d'onore e Commendatore al merito della Vallonia. È oggi segretario perpetuo dell'Accademia reale di scienze, lettere e belle arti del Belgio.

## Biografia
Nipote di minatori e figlio di René-Pierre Hasquin (1919-2015), direttore commerciale del quotidiano Journal-l'Indépendance (di proprietà dei sindacati socialisti FGTB - Federazione generale del lavoro del Belgio) e fondatore della rivista di Charleroi Le Métropolitain, Hervé Hasquin firmerà molti editoriali di questo giornale dietro pseudonimo.
Dottore in Lettere e filosofia, dal 1970 insegna presso l'Université libre de Bruxelles (ULB), di cui diviene anche rettore (1982-1986) e presidente del consiglio di amministrazione (1986-1995). Nel 1983 vi istituisce la cattedra Théodore Verhaegen in massonologia. Massone, Hervé Hasquin è membro della loggia "Fraternité" (Fraternità) del Grande Oriente del Belgio, sito in rue de Laeken.
Cultore del XVIII secolo (è stato cofondatore, insieme a Roland Mortier, del gruppo di studio sul XVIII secolo dell'Université libre de Bruxelles), di storia delle religioni e di questioni di nazionalità nell'epoca contemporanea è stato, tra il 1987 e il 2004, presidente dell'Istituto di studi delle religioni e della laicità.
Intorno alla metà degli anni '70 Hervé Hasquin entra in politica, partecipando, nel 1976, alla costituzione del Partito Riformatore Liberale vallone (PRL), nel quale milita fino a diventarne vicepresidente (1986-1990) e poi segretario generale (1990-1992). Nello stesso periodo si occupa del coordinamento dell'enciclopedia storica La Wallonie, le Pays et les Hommes (La Vallonia, il Paese e gli uomini, pubblicata in cinque tomi). Il suo impegno per la Vallonia gli vale una menzione importante all'interno dell'Encyclopédie du Mouvement wallon (Enciclopedia del movimento vallone, tomo II, pagg. 786-787).
Nel 1987 viene eletto senatore, per poi prendere posto nel Parlamento della Regione di Bruxelles-Capitale fin dalla sua istituzione, nel 1989. Diventa, nell'ambito del governo della Regione di Bruxelles-Capitale, il solo membro di governo liberale di tutto il paese tra il 1995 e il 1999. Durante tale periodo, inoltre, presiede la Commission communautaire française de la Région de Bruxelles-Capitale (Commissione della comunità francofona della Regione di Bruxelles-Capitale).
Tra il luglio 1999 e il luglio 2004 Hervé Hasquin è ministro-presidente della Comunità francofona del Belgio, incaricato di Relazioni internazionali e pari opportunità. Inoltre, dal gennaio 2001, siede all'interno del consiglio comunale di Silly, nel quale riveste anche la funzione di presidente del Centre public d'action sociale (Centro pubblico di azione sociale).
Hasquin è anche all'origine di un dibattito nato nel 2000, prima esclusivamente parlamentare e poi, per via del clamore suscitato, diventato pubblico, relativo all'introduzione di un corso di filosofia nella Comunità francofona.
Dal 2004 al 2007 riveste nuovamente l'incarico di deputato della Camera dei rappresentanti (mandato ottenuto con le elezioni legislative del 2003). Hervé Hasquin viene anche nominato amministratore delegato del Centre d'études et de recherches Jean Gol (Centro di studi e di ricerca Jean Gol), centro di studi del Movimento riformatore.
La rinuncia a presentarsi alle elezioni legislative del 10 giugno 2007 viene considerata come segnale della fine della sua carriera politica a livello nazionale. Nonostante continui a collaborare con il centro Jean Gol ha rinunciato al suo incarico di amministratore delegato che è adesso ricoperto dall'ex-rettore dell'Università di Liegi Arthur Bodson.
Dal 1º gennaio 2008 riveste il ruolo di segretario perpetuo dell'Accademia reale di scienze, lettere e belle arti del Belgio dove, nel 2009, fonda una quarta classe (Tecnologia e società), così come il Collège Belgique ed il Collège des Alumni.
Il 27 giugno 2008 viene nominato dal governo federale presidente del consiglio di amministrazione del Centre pour l'égalité des chances (Centro per le pari opportunità e la lotta al razzismo). Rassegna le sue dimissioni nel 2011.

## Riconoscimenti scientifici e onorificenze
- 1977: Prix des Alumni (Premio Alumni - fondazione universitaria)
- 1981: Prix littéraire du Conseil de la Communauté française (Premio letterario del Consiglio della comunità francofona)
- 1984: Commendatore dell'Ordine di Leopoldo.
- 1987: Commendatore dell'Ordine del Leone (Senegal).
- 1989: Cavaliere della Legion d'onore.
- 1990: Prix Eugène Lameere (Premio Eugène Lameere, 1985-1990) dell'Accademia reale del Belgio.
- 1992: Laurea honoris causa dell'Università Babeș-Bolyai di Cluj-Napoca (Romania).
- 1995: Commendatore dell'Ordine di Leopoldo.
- 1996: Socio de Honor (membro onorario) dell'Universidad Pontificia Comillas (Madrid).
- 1999: Grand'Ufficiale dell'Ordine di Leopoldo.
- 2000: Sociétaire honoris causa (membro onorario) dell'Accademia europea delle scienze e delle arti.
- 2002: Membro dell'Accademia reale di scienze, lettere e belle arti del Belgio.
- 2004: Gran croce dell'Ordine della Corona.
- 17 novembre 2007: segretario perpetuo dell'Accademia reale di scienze, lettere e belle arti del Belgio.
- 2009: Membro corrispondente della classe di Scienze storiche e filosofiche dell'Accademia Toscana di Scienze e Lettere "La Colombaria".
- 2011: Commendatore dell'Ordine del Merito vallone.
- 2013: Commendatore dell'Ordine delle Palme accademiche[1].
- 2014: Corrispondente straniero dell'Accademia delle scienze di Lisbona (Portogallo).

## Pubblicazioni
Fedele ai suoi ideali, la sua opera si fonda su un liberalismo laico. Attraverso decine di opere e centinaia di articoli pubblicati sia in Belgio che all'estero, Hervé Hasquin tratta i suoi temi preferiti: la storia economica, le ideologie e i movimenti nazionali e la Vallonia. Coordina ed è il direttore scientifico di numerose pubblicazioni.

### Libri di cui è autore o coautore
- Une mutation: le «Pays de Charleroi» aux XVIIe et XVIIIe siècles. Aux origines de la Révolution industrielle en Belgique, Bruxelles, Éditions l'Institut de sociologie, ULB, 1971 (pubblicato con il sostegno della Fondazione universitaria).
- L'Intendance du Hainaut en 1697, Édition critique du Mémoire «pour l'instruction du duc de Bourgogne», Parigi (biblioteca nazionale), 1975 (Comité des travaux historiques et scientifiques).
- Les "Réflexions sur l'état présent du commerce, fabriques et manufactures des Pays-Bas autrichiens" (1765) du négociant bruxellois Nicolas Bacon (1710-1779), Conseiller député aux affaires du Commerce, Bruxelles, Commission royale d'histoire, 1978.
- Historiographie et politique. Essai sur l'histoire de Belgique et la Wallonie, Charleroi, 1981 (éd. Institut Jules Destrée); seconda edizione riveduta, 1982.
- Historiographie et politique en Belgique, terza edizione riveduta e ampliata, Bruxelles-Charleroi, 1996 (Éd. Univ. Bruxelles - Institut J. Destrée).
- Églises et Sociétés d'aujourd'hui, Bruxelles, Éditions de l'Université de Bruxelles (coll. Laïcité, serie Actualités n.4), 1986.
- La Wallonie. Son histoire, Bruxelles, éd. Luc Pire, 1999.
- Les Séparatistes wallons et le gouvernement de Vichy (1940-1943). Une histoire d’Omerta, Bruxelles, Académie royale de Belgique, 2004.
- Louis XIV face à l'Europe du Nord, Bruxelles, Racine, 2005.
- Joseph II, catholique anticlérical et réformateur impatient, Bruxelles, Racine, 2007.
- Population, commerce et religion au siècle des Lumières, Bruxelles, Éditions de l'Université de Bruxelles (Études sur le XVIII siècle, HS 12), 2008.
- Les Catholiques belges et la franc-maçonnerie, Waterloo, Belgio, Avant-Propos, 2011.
- Les pays d'Islam et la franc-maçonnerie, Bruxelles, Académie royale de Belgique, 2013.
- Diplomate et espion autrichien dans la France de Marie-Antoinette, le comte de Merci-Argenteau (1727-1794), Avant-propos, Waterloo, 2014.
- Déconstruire la Belgique? Pour lui assurer un avenir?, Bruxelles, Académie royale de Belgique, 2014.

### Libri di cui ha diretto o codiretto l'edizione
- La Wallonie. Le Pays et les hommes. Histoire, économies, sociétés, Bruxelles, 1979-1980, 2 tomi.
- Histoire de la laïcité, principalement en Belgique et en France, La Renaissance du Livre, Bruxelles, 1979; seconda edizione riveduta, Éditions de l'Université de Bruxelles, 1981.
- Communes de Belgique. Dictionnaire d'Histoire et de géographie administrative, Crédit Communal de Belgique et Renaissance du Livre, Bruxelles, 1980-1982, 2 volumi (pubblicato anche in versione fiamminga).
- Histoire et historiens depuis 1830 en Belgique, Revue de l'Université de Bruxelles, Bruxelles, 1981 (nos 1-2); seconda edizione riveduta, 1982.
- Hommages à la Wallonie, Mélanges d'histoire, de littérature et de philologie wallonnes offerts à Maurice A. Arnould et Pierre Ruelle, Éditions de l'Université de Bruxelles, Bruxelles, 1981.
- Visages de la franc-maçonnerie belge du XVIIIe au XXe siècle, Éditions de l'Université de Bruxelles, Bruxelles, 1983.
- Magie, sorcellerie, parapsychologie, Éditions de l'Université de Bruxelles, Bruxelles, 1984.
- La Belgique autrichienne, 1713-1794: les Pays-Bas méridionaux sous les Habsbourg d’Autriche, Crédit communal, Bruxelles, 1987 (pubblicato anche in versione fiamminga).
- Dictionnaire d'Histoire de Belgique: Vingt siècles d'institutions. Les hommes. Les faits, Didier Hatier, Bruxelles, 1988; seconda edizione riveduta e ampliata: Dictionnaire d'histoire de Belgique. Les hommes, les institutions, les faits, le Congo belge et le Ruanda-Urundi, Namur, 2000.
- Le Libéralisme en Belgique. Deux cents ans d'histoire, Delta et Centre Paul Hymans, Bruxelles, 1989 (pubblicato anche in versione fiamminga).
- La Belgique française 1792 - 1815, Crédit Communal, Bruxelles, 1993 (pubblicato anche in versione fiamminga).
- Histoire de la laïcité en Belgique, Bruxelles, Espace de Libertés, coll. "Laïcité", pagg. 364, ISBN 2-930001-14-3.
- L'Académie impériale et royale de Bruxelles. Ses académiciens et leurs réseaux intellectuels au XVIIIe siècle, Académie royale de Belgique, Bruxelles, 2009.
- Aedes Academiarum. Les Académies et leur palais, Racine, Bruxelles, 2010.

### Articoli
Per la lista degli articoli cfr. il CV di Hervé Hasquin.

## Archivi media

### Video
- Laïcité et enseignement (Laicità e insegnamento) presso l'ULB, Bruxelles (27 febbraio 2012).

### Audio
- Laïcités plurielles (Laicità plurali), ciclo di conferenze sui temi La laïcité en danger d'anti-religion? (La laicità e il rischio di anti-religione) e Les accommodements raisonnables sont-ils de saison? (Gli 'accordi ragionevoli' sono opportuni?), presso il Collège Belgique.